# Kiasar
Kīāsar (farsi کیاسر) è una città dello shahrestān di Sari, circoscrizione di Chahardangheh, nella provincia del Mazandaran in Iran. Aveva, nel 2006, una popolazione di 3.590 abitanti. Si trova a sud-est di Sari. Serve anche come centro amministrativo per il distretto rurale di Chahardangeh.